# 古屋みず希
古屋 みず希（ふるや みずき、1999年9月7日 - ）は、日本の女子ラグビーユニオン選手。

## プロフィール
- 神奈川県横浜市出身[1]。
- ポジションはBK。
- 身長 167cm、体重 64kg
- 7人制女子日本代表に選ばれたことがある[2]。

## 略歴
2018年、東海大相模高校卒業後、日本体育大学に入学。
2021年、日本体育大学ラグビー部女子の主将に就任。
2022年、日本体育大学卒業後、ながとブルーエンジェルスに加入。